# 오거스트 셸런버그
오거스트 셸런버그(영어: August Schellenberg, 1936년 7월 25일 ~ 2013년 8월 15일)는 캐나다의 배우이다.
몬트리올에서 태어났으며 댈러스에서 사망하였다. 사인은 폐암이다.

## 출연 작품
- 라스트 무비 (2012년) - 사무엘 부커 역
- 그린 체인 (2007년)
- 미셔너리 맨 (2007년)
- 내 심장을 운디드 니에 묻어다오 (2007년) - 시팅 불 역
- 에이트 빌로우 (2006년) - 민도 역
- 뉴 월드 (2005년) - 포하탄 역
- 불가사리 4 (2004년)
- 고잉 더 디스턴스 (2004년)
- Dreamkeeper (2003)
- 언세드 (2001년)
- 우주정거장 미르 (1997년) - 나레이션 역
- 트루 하트 (1997년)
- 시스터스 앤드 스트레인저스 (1997년)
- 프리 윌리 3 (1997년) - 랜돌프 존슨 역
- 마지막 전사 터컴사 (1995년)
- 프리 윌리 2 (1995년) - 랜돌프 존슨 역
- 마피아 가티 (1994년)
- 바람의 딸 (1994년)
- 늑대 개 (1994년)
- 프리 윌리 (1993년) - 랜돌프 존슨 역
- 시티 레인져 (1993년)
- 아담의 영혼 (1992년)
- 블랙 로브 (1991년)
- 설원의 살인 (1985년)
- 커버걸  (1984년)
- 알도의 황금 (1983년)
- 빌리는 뛴다 (1983년)
- 크로스 컨트리 (1983년)
- 베스트 리벤지 (1982년)
- 헤비 메탈 (1981년)
- 죽음의 추적자 (1981년)
- 리엘 (1979년)
- 빙하 전선 (1979년)
- 파워 플레이 (1978년)

### 텔레비전
- 호보 (1980-84)
- 그레이 아나토미 (2008) - 클레이 베도니 역